# Лос Анхелес
Лос Анхелес (на испански: Los Ángeles) е град в централната част на Чили, регион Биобио. Лос Анхелес е столица и най-голям град на провинция Биобио. Основан е на 26 май 1739 г. Площта на града е 27,35 км2, а на едноименната община – 1748,2 км2. Към 2012 г. населението на града е 123.445, а на общината – 186.671 души. Лос Анхелес е един от най-бързо развиващите се градове в страната и е шестият най-голям на юг от Сантяго след Консепсион, Темуко, Ранкагуа, Пуерто Монт и Талка.

## История
Преди пристигането на испанците, районът е населяван от местно коренно население, наречено коюнче (пясъчните хора). От 16 век на мястото изникват испански военни фортове, а на 20 март 1739 г. губернаторът на Чили Хосе Мансо де Веласко дава заповед за построяване на град, а на 26 май започва строежът на улиците. Първоначално той играе важна роля като испанско укрепление в Арауканската война срещу Мапуче, тъй като границата между враждуващите страни е течащата наблизо река Биобио. В началото Лос Анхелес е белязан от бедност и разруха, но през 20 век, когато земеделието и животновъдството започват да се развиват, градът се разраства и добива по-представителен облик. При чилийското земетресение през 1960 г. са разрушени 70% от града, а при земетресението през 2010 г. са разрушени част от оцелелите исторически постройки, както и много от модерните.

## География
Лос Анхелес е разположен между реките Ла Лаха на север и Биобио на юг, на около 510 км югозападно от столицата на Чили Сантяго и 130 км югоизточно от столицата на региона Консепсион. На север от Лос Анхелес се намират водопадите Лаха, а на 100 км източно – вулканът Антуко, намиращ се в националния парк Лагуна дел Лаха. Градът е основна отправна точка за туристите, които посещават парка.

### Климат
Според Климатична класификация на Кьопен Лос Анхелес е с топъл летен средиземноморски климат (Csb). Лятото е топло (но не горещо) и сухо, а средните месечни температури не надвишават 30 °C.
| Климатични данни на Лос Анхелес       | Климатични данни на Лос Анхелес | Климатични данни на Лос Анхелес | Климатични данни на Лос Анхелес | Климатични данни на Лос Анхелес | Климатични данни на Лос Анхелес | Климатични данни на Лос Анхелес | Климатични данни на Лос Анхелес | Климатични данни на Лос Анхелес | Климатични данни на Лос Анхелес | Климатични данни на Лос Анхелес | Климатични данни на Лос Анхелес | Климатични данни на Лос Анхелес | Климатични данни на Лос Анхелес |
| Месеци                                | яну.                            | фев.                            | март                            | апр.                            | май                             | юни                             | юли                             | авг.                            | сеп.                            | окт.                            | ное.                            | дек.                            | Годишно                         |
| Абсолютни максимални температури (°C) | 37,2                            | 41,7                            | 32,8                            | 27,8                            | 22,8                            | 17,8                            | 17,8                            | 26,1                            | 23,9                            | 30                              | 33,9                            | 37,8                            | 41,7                            |
| Средни максимални температури (°C)    | 30                              | 28,9                            | 25,6                            | 20                              | 15,6                            | 12,8                            | 12,2                            | 13,3                            | 15,6                            | 19,4                            | 25                              | 28,3                            | 20,6                            |
| Средни температури (°C)               | 20                              | 19,4                            | 17,2                            | 13,3                            | 10,6                            | 8,3                             | 7,8                             | 8,3                             | 10                              | 12,2                            | 16,1                            | 18,9                            | 13,5                            |
| Средни минимални температури (°C)     | 11,1                            | 10,6                            | 9,4                             | 7,2                             | 6,1                             | 4,4                             | 3,3                             | 3,9                             | 4,4                             | 5,6                             | 7,8                             | 10                              | 7,2                             |
| Абсолютни минимални температури (°C)  | 6,1                             | 3,9                             | 3,9                             | 0                               | −2,8                            | −5                              | −7,8                            | −3,9                            | −3,9                            | −1,1                            | 2,2                             | 3,9                             | −7,8                            |
| Средни месечни валежи (mm)            | 22,9                            | 15,2                            | 25,4                            | 61                              | 254                             | 162,6                           | 162,6                           | 149,9                           | 121,9                           | 38,1                            | 22,9                            | 38,1                            | 1074,4                          |
| Брой на дните с валежи                | 1,8                             | 1,3                             | 2                               | 5,5                             | 10,2                            | 12,6                            | 10,4                            | 9,5                             | 7,5                             | 3,5                             | 1,6                             | 2,7                             | 68,6                            |
| ------------------------------------- | ------------------------------- | ------------------------------- | ------------------------------- | ------------------------------- | ------------------------------- | ------------------------------- | ------------------------------- | ------------------------------- | ------------------------------- | ------------------------------- | ------------------------------- | ------------------------------- | ------------------------------- |
| Източник:                             |                                 |                                 |                                 |                                 |                                 |                                 |                                 |                                 |                                 |                                 |                                 |                                 |                                 |

## Икономика
Основните отрасли на икономиката в града са земеделие и животновъдство, които в средата на 20 век бележат значимо развитие след прокопаването на канала Лаха. Отглеждат се основно захарно цвекло, червено цвекло, пшеница, малина, къпина, боровинка, аспержа, овес, рапица и др. Най-голям дял в преработващия сектор се пада на дребната промишленост, цехове за електроника и механика и сервизи – 43%, следвани от тежката промишленост – 29%, дърводелство и фабрики за мебели – 18% и хранително-вкусовата промишленост и текстилната промишленост с по 5%.

## Транспорт
Рута 5, част от Панамериканската магистрала, заобикаля Лос Анхелес от запад. Стар сектор от тази магистрала преминава източно от града. Рута 5 директно свързва Лос Анхелес с Арика, Копиапо, Вайенар, Ла Серена, Кокимбо, Ла Калера, Сантяго, Ранкагуа, Курико, Талка, Линарес, Чилан, Темуко, Осорно, Пуерто Монт и др. В Лос Анхелес има пет автогари, които обслужват междуградски линии както до големи градове, така и до малки населени места в провинцията. До 90-те години градът има гара, която е част от линията Санта Фе-Санта Барбара, но впоследствие влаковете по линията са спрени, релсите – премахнати, а гарата – разрушена. Все пак има планове Лос Анхелес да бъде спирка в проект, свързващ Сантяго и Пуерто Монт. Летище Мария Долорес, намиращо се на десет километра северозападно от града, в миналото е обслужвало пътнически полети до Сантяго, но днес приема само малки частни самолети. Градският транспорт в Лос Анхелес се състои от девет автобусни линии.

## Спорт
През 1986 г. основаният в Сантяго през 1933 г. футболен отбор Депортес Иберия се премества в Лос Анхелес. Там печели трите си шампионски титли във втора дивизия. Другият футболен отбор от града, основаният през 2009 г. Санта Мария де Лос Анхелес, се състезава в по-долните дивизии. И двата тима играят домакинските си срещи на стадион Естадио Мунисипал де Лос Анхелес с капацитет 4150 зрители.

## Известни личности
Родени в Лос Анхелес
- Карлос Давила – политик
- Роберто Поблете – актьор и депутат

Живели в Лос Анхелес
- Бернардо О′Хигинс – национален герой на Чили
- Роберто Боланьо – писател